# Брешко
Брешко (мкд. Брешко) је насеље у Северној Македонији, у североисточном делу државе. Брешко припада општини Старо Нагоричане.

## Географија
Брешко је смештено у североисточном делу Северне Македоније. Од најближег града, Куманова, село је удаљено 18 km источно.
Село Брешко се налази у историјској области Средорек, на јужним висовима Германске планине, на преко 600 метара надморске висине.
Месна клима је континентална.

## Становништво
Брешко је према последњем попису из 2002. године имало 16 становника.
Огромна већина становништва у насељу су етнички Македонци (100%).
Претежна вероисповест месног становништва је православље.